# Rica Peralejo

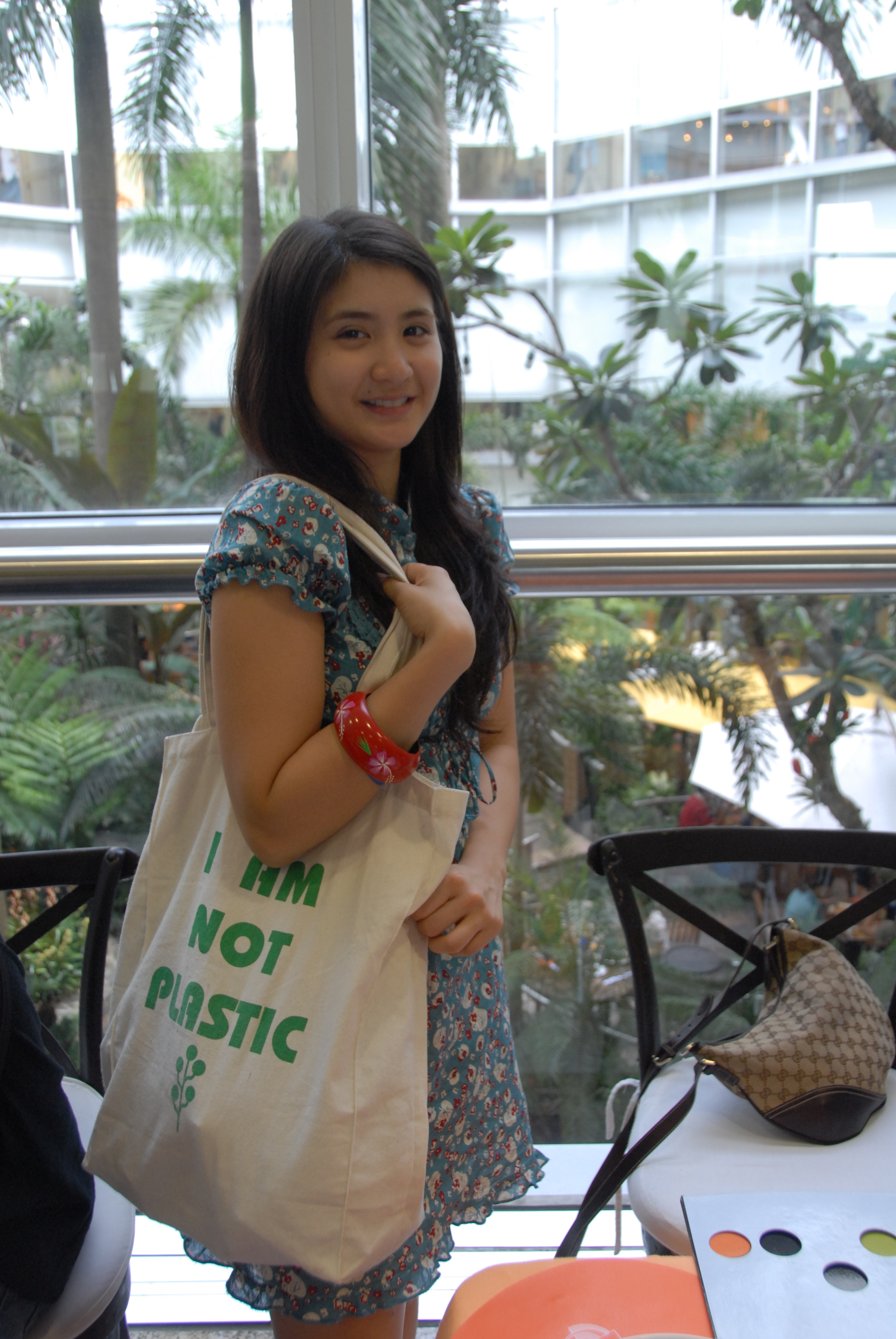
Rica Peralejo.

Regina Carla Bautista (7 de marzo de 1981), conocida artísticamente como Rica Peralejo, es una actriz y cantante filipina.

## Carrera

### Televisión
Rica comenzó su carrera como estrella infantil y, además, formó parte de otro programa llamado Ang TV; dirigida a jóvenes y transmitida por la red ABS-CBN. En su adolescencia, ella formó parte de un exitoso drama, dirigido a adolescentes, TGIS;  transmitido por la red rival GMA Network. Un año después, Rica Peralejo regresó a la red ABS-CBN, en la que se volvió a transmitir su propio drama titulado Gimik. También, trababjó en el drama de terror Oka Tokat. Su actuación fue finalmente reconocida convirtiéndose en una de las actrices de elemento básico en varias teleseries transmitidas por la cadena ABS-CBN como Mula Sa Puso, Marinella, Kay Tagal Kang Hinintay, Sineserye Presenta: Palimos ng Pag-ibig, Sa Piling Mo y Pangarap Na Bituin. Paralejo formó parte de programas cómicos como Palibhasa Lalake, Oki Doki Doc y OK Bellas y, asimismo, trabajó como presentadora de televisión, siendo la principal anfitriona para el mundo del espectáculo llamado Showbiz Nº 1 y de una serie de segmento para Umagang Kay Ganda. Rica fue aclamada como la reina del baile, durante su segmento del programa Rated R. Apareció en varios episodios de la serie Komiks, transmitida por la red televisiva TV Maalaala Mo Kaya. También, trabajó en otras series televisivas como 100 días al cielo y Ikaw Ay Pag-Ibig y, fue juez en un programa de televisión llamado Showtime.

### Cine
Rica ha trabajado en varias películas. En su juventud, ella era un elemento básico para películas dirigidas a adolescentes como TGIS, Takot Ka Ba Sa Dilim? y Silaw. También, trabajó en varias películas de comedia como Es fresco bulol y Banyo Reina. Más adelante, interpretó personajes más atrevidos en películas como Balahibong Pusa, Tatarin y Sa Huling Paghihintay y protagonizó una serie de películas de terror: Tiyanaks, Matakot Ka Sa Karma y el Espíritu del cristal, con las que se ganó su apodo de Scream Queen. En los últimos años, Rica hizo apariciones especiales en películas como El cuidador y Paano Na Kaya.

### Otras obras
Rica ha lanzado dos álbumes en solitario y,  también contribuye en bandas sonoras y compilaciones. 
Peralejo fue aval para la marca de ropa Banco de Filipinas. 
Actualmente es columnista para Manila Bulletin y, es integrante activa de Victoria Christian Fellowship de Filipinas.

## Filmografía

### Películas
- Villa Estrella (2009)
- Caregiver(2008)
- Tiyanaks (2007)
- Matakot Ka Sa Karma (2006)
- Kutob (2005)
- Dilim (2005)
- Hari Ng Sablay (2005)
- Spirit Of The Glass (2004)
- Malikmata (2003)
- Hibla (2002)
- Tatarin (2001)
- Dos Ekis (2001)
- Banyo Queen (2001)
- Buhay Kamao (2001)
- Sa Huling Paghihintay (2001)
- Balahibong Pusa (2001)
- Ex-Con (2000)
- Gimik: The Reunion (1999)
- Mula Sa Puso: The Movie (1999)
- It's Cool Bulol (1998)
- Silaw (1998)
- T.G.I.S.: The Movie (1997)
- Where The Girls Are (1996)
- Takot Ka Ba Sa Dilim (1996)

### Series de Televisión
- Pangarap Na Bituin (2007)
- Umagang Kayganda (2007-Present)
- Sineserye Presents: Palimos ng Pag-ibig (2007)
- Komiks
  - Episode: "Bampy" (2006)
  - Episode: "Vincent" (2006)
- Sa Piling Mo (2006)
- Showbiz No. 1 (2004)
- Dolphy: A Diamond Life (2003)
- OK Fine Whatever (2003)
- Kay Tagal Kang Hinintay (2002)
- Hati-hating Kapatid (2000)
- Oka Tokat (1997)
- Mula Sa Puso (1997)
- Ann Karenina como Antonina (1996)
- Gimik (1996)
- Growing Up (1996)
- T.G.I.S. (1995)
- ASAP (1997)
- Ang TV (1992)

## Discografía
- Fiebre de Bollywood (2006)
- Sa Huling Paghihintay (banda sonora) (2000)
- En Ikaw Pa Rin Ako (1999)
- Fallin (1996)